# Valentina Stella
Valentina Stella, nome d'arte di Immacolata Iorio (Napoli, 8 dicembre 1964), è una cantante italiana.

## Biografia
Nel 1982, con lo pseudonimo Vera Stella (diventato Valentina Stella dal 1985), comincia la sua attività artistica in vari teatri della sua città. Scoperta da Pier Francesco Pingitore, diventa poi ospite fissa negli spettacoli televisivi Biberon, Crème caramel, Saluti e baci, ecc.
È stata una delle interpreti principali di Novecento napoletano, con Marisa Laurito, con tournée in tutto il mondo, di Lacrime napulitane, di Festa di Montevergine di Viviani e, infine, di nuovo con Marisa Laurito, di Napoli secolo d'oro.
Ha inciso molti brani di chiara impostazione classica della canzone napoletana. Ha avuto alcune apparizioni cinematografiche fra cui Viaggio con Anita (1979), con Giancarlo Giannini e Goldie Hawn, e C'era una volta un re, con Paola Borboni.
Scrisse di lei lo scrittore Domenico Rea su Repubblica: «La bruna voce di Valentina Stella che ricorda in una maniera impressionante quella di Gilda Mignonette (che io sentii) e che è la vera scoperta di questo Novecento, è capace di immergersi nel mondo plebeo con un senso di vittoria. La sua è una voce, in dialetto si direbbe abbrucata, cupa, malinconica e capace di violenza e redenzione. Essa porta tutto il peso delle angherie che subì per secoli la gente dei bassi.»
Nel 1993, ha collaborato al disco Otto Quarantotto & Ventisette de Il Giardino dei Semplici, duettando con le voci soliste della band (Gianfranco Caliendo e Luciano Liguori) in due brani.
Ha partecipato al film Benvenuti al Sud (2010) cantando la canzone Passione eterna.
Dal 24 novembre 2010 è impegnata nella commedia teatrale di Carlo Buccirosso: Il miracolo di don Ciccillo nella quale recita nei panni di Valeria Vitiello, moglie di Alberto Pisapia (Carlo Buccirosso).
Il 27 maggio 2011 prende parte, insieme ad altri colleghi, al concerto tenutosi nella Piazza del Plebiscito di Napoli, a favore dell'elezione del candidato del PDL Gianni Lettieri a sindaco della città.
Nel 2011/2012 continua il sodalizio teatrale con Carlo Buccirosso  nella fortuna commedia musicale "Napoletani a Broadway"  riscuotendo grandi consensi in tutta Italia.
Nel 2013 Alessandro Siani chiede a Valentina di incidere la canzone "Indifferentemente" per inserirla nel suo film "Il principe abusivo" .    
Sempre nel 2013 collabora nella realizzazione dell'inno del Napoli .   
Nel capodanno 2014-2015 ha cantato in piazza del Plebiscito al concerto di Gigi D'Alessio.

## Discografia
- 1982: Na vranca e rena (Phonotype, AZQ 40066)
- 1984: Pino Mauro & Vera Stella (Phonotype, AZQ 40073)
- 1985: Vera Stella (Phonotype, AZQ 40079)
- 1987: Due volti di Stella (Phonotype, AZQ 40096)
- 1990: Canzone appassiunata (Bideri, BDR 1740)
- 1996: Basta (Nuova Fonit Cetra,  2000 ZF 4922)
- 1998: Collection (Preghiera e piscatore) (Bideri/Duck)
- 2005: Passione eterna
- 2009: Comme faccio senza e te’ (Annona Production)
- 2011: I Canti di Napoli (Phonotype, Ph 0466)